# 熱帶風暴雲雀 (2024年)
熱帶風暴雲雀（國際編號：2409，聯合颱風警報中心：WP102024）是2024年太平洋颱風季第9個被命名的風暴。「雲雀」（韓語：종다리）此名由北韓所提供，即。
雲雀成為繼2019年超強颱風玲玲後首個登陸朝鮮的熱帶氣旋。

## 發展過程
8月15日，一個熱帶擾動在琉球群島南方海域生成，美國海軍研究實驗室給予擾動編號98W。
8月17日上午11時，日本氣象廳將其升格為熱帶低氣壓。
8月18日上午9時，聯合颱風警報中心將其評級提升為「中」。下午2時，台灣中央氣象署將其升格為熱帶低氣壓，給予編號TD10。晚上11時半，聯合颱風警報中心將其評級提升為「高」，並對其發佈熱帶氣旋形成警報。
8月19日凌晨2時，日本氣象廳將其升格為熱帶風暴，給予國際編號2409，並命名「雲雀」。同時，台灣中央氣象署將其升格為輕度颱風。香港天文台將其升格為熱帶低氣壓。澳門氣象局直接將其升格為熱帶風暴。上午8時，聯合颱風警報中心將其升格為熱帶低氣壓，給予熱帶氣旋編號10W。
8月20日凌晨2時，香港天文台將其升格為熱帶風暴。下午2時，聯合颱風警報中心將其降格為熱帶低氣壓。下午5時，香港天文台將其降格為熱帶低氣壓。晚上8時，日本氣象廳將其降格為熱帶低氣壓。晚上11時，台灣中央氣象署將其降格為熱帶低氣壓。
8月21日上午8時，香港天文台將其降格為低壓區。

## 影響

### 中国大陆

#### 浙江省
浙江海事局于8月19日10时启动IV级海上防颱应急响应。

#### 福建省
8月19日8时，福建省防指启动防台风Ⅳ级应急响应。。8月20日8时，福建省防汛抗旱指挥部终止防台风应急响应。

## 外部連結
| 太平洋颱風季             |
| 主題頁 - 專題 - 編輯指南 |

- （日語）日本氣象廳首頁 （页面存档备份，存于）
- （英文）聯合颱風警報中心首頁 （页面存档备份，存于）
- （简体中文）中國國家氣象中心首頁 （页面存档备份，存于）
- （繁體中文）臺灣中央氣象署首頁 （页面存档备份，存于）
- （繁體中文）香港天文台首頁 （页面存档备份，存于）
- （繁體中文）澳門地球物理氣象局首頁 （页面存档备份，存于）
- （英文）菲律賓大氣地球物理和天文管理局 惡劣天氣公告 （页面存档备份，存于）
- （泰文）泰國氣象局首頁 （页面存档备份，存于）
- zoom earth